# Erich von Däniken
Erich Anton Paul von Däniken (Zofingen, 14 aprile 1935) è uno scrittore svizzero.
È noto per i suoi libri di archeologia misteriosa ed è uno dei principali sostenitori della teoria degli antichi astronauti.

## Biografia

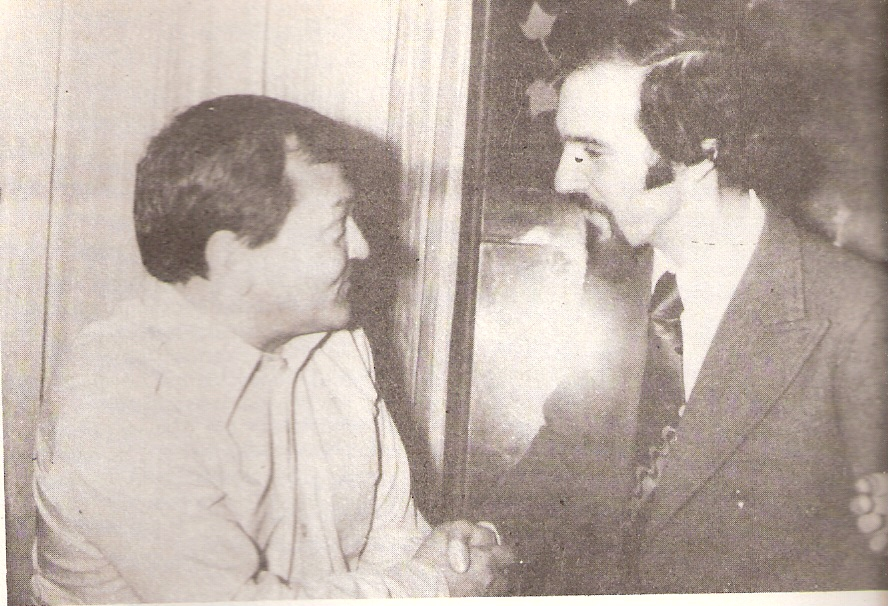
Von Däniken e lo scrittore spagnolo Antonio Las Heras nel 1979

Frequentò il College St-Michel di Friburgo in Svizzera dove sviluppò un certo interesse per gli scritti antichi di natura religiosa. Nel 1960 sposò Elisabeth Skaja e nel 1963 nacque sua figlia Cornelia. Cinque anni più tardi, mentre prestava servizio in un albergo svizzero, portò a termine Gli extraterrestri torneranno (1968).

Il libro fu all'inizio respinto dagli editori e in seguito ritirato dal mercato dalla casa editrice, prima di essere affidato al curatore Wilhelm Roggersdorf (pseudonimo di Wilhelm "Utz" Utermann), giornalista e sceneggiatore tedesco nonché ex attivista di estrema destra (in gioventù responsabile di riviste per la Gioventù hitleriana); fu parzialmente rimaneggiato da Utermann e von Däniken, prima di essere ripubblicato e divenire con la nuova edizione un grande successo.

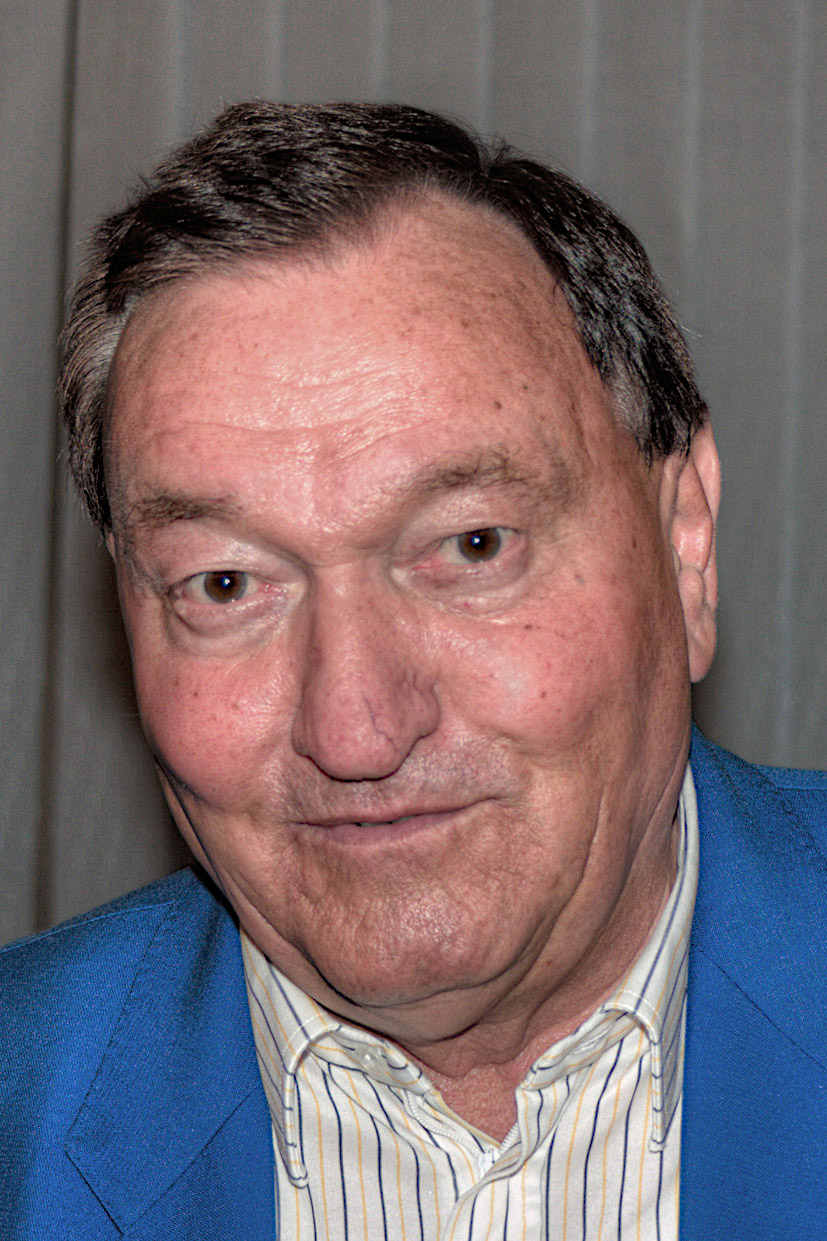
Erich von Däniken nel 2009

Il libro fu un autentico best seller internazionale tradotto in numerose lingue, col titolo inglese Chariots of the Gods. L'opera in questione sostiene che creature aliene, provenienti da un altro sistema solare, visitarono il nostro pianeta circa diecimila anni fa e crearono uomini intelligenti a loro somiglianza alterando il genoma delle scimmie. Esse sarebbero state adorate come dei dal genere umano per le loro immense conoscenze tecniche, delle quali resta una velata tradizione nei miti. 
Successivamente ha scritto e fatto pubblicare altri libri, quasi trenta, non sempre tradotti dal tedesco, in cui religione, archeologia e fantascienza si intrecciano costantemente. Infatti ne Gli dei erano astronauti (2003), lo scrittore svizzero ribadisce il concetto che divinità ed angeli di cui parlano Bibbia, Corano e numerosi testi sacri antichi erano alieni che un tempo visitarono la Terra. Anche alcune apparizioni mariane, comprese quelle celebri di Fátima, si possono spiegare per von Däniken in chiave ufologica.
Nonostante ciò, ha dichiarato al programma Enigmi alieni di essere un cattolico osservante e di pregare ogni sera. Erich von Däniken sostiene spesso di non essere competente per la ricerca sugli UFO. Il suo interesse si concentra in gran parte sui reperti archeologici e sui libri religiosi del passato. Vive a Beatenberg, nel Canton Berna. È proprietario e direttore della testata di paleoastronautica Sagenhaften zeiten ("Tempi leggendari").
Erich von Däniken ha progettato un parco tematico sui propri argomenti, inaugurato nel 2003 come Mystery Park, e situato a Interlaken in Svizzera. Si tratta di una struttura circolare con sette padiglioni, ciascuno dedicato a un argomento ritenuto "misterioso": Le linee di Nazca, i culti dei cargo, Stonehenge e i megaliti, i Maya e il loro calendario, l'Oriente e la Grande Piramide di Giza, i Vimana descritti nei libri dei Veda, le sfide del volo spaziale e dell'esplorazione di Marte; al centro della struttura si eleva la grande sfera Kugel panoramica. Il Mystery Park venne chiuso già nel 2006 per difficoltà finanziarie, ma poi riaperto nel 2009 - con un nuovo proprietario - e ristrutturato come Parco Jungfrau.

## Vicende giudiziarie
In gioventù von Däniken ha subito diversi procedimenti giudiziari. A 19 anni fu sospeso dalla scuola che frequentava per furto, e condannato a 4 mesi con la sospensione condizionale della pena. Nel 1964, dopo che in Egitto si era occupato di vendita di gioielli, ricevette in Svizzera una condanna a nove mesi di carcere con la condizionale per evasione fiscale.

Poco dopo la pubblicazione di Gli extraterrestri torneranno (1968), lo scrittore subì un arresto da parte dell'Interpol in Austria per appropriazione indebita e truffa nei confronti dello Stato svizzero, a fini di evasione fiscale, giustificandola col fare fronte ai problemi economici che aveva in quel periodo; secondo l'accusa ciò sarebbe servito invece ad uno stile di vita dispendioso e "da playboy". Fu condannato nel febbraio 1970 a tre anni e mezzo di reclusione e a un'ammenda di 3000 franchi svizzeri.

Däniken nel 1987

Incarcerato, in prigione scrisse il secondo libro, Return to the Stars, poi ripubblicato come Gods from Outer Space. Däniken ha tentato di far annullare la condanna dal tribunale federale svizzero, cercando di ottenere una dichiarazione di nullità (plea of nullity, in tedesco Nichtigkeitsbeschwerde) e revoca della condanna per inesistenza del reato o non punibilità dello stesso per stato di necessità, in quanto ha sostenuto di aver agito in maniera giustificabile per finanziare le proprie ricerche archeologiche (causa di giustificazione, equivalente di quello che nel diritto italiano si definisce "esercizio di un diritto", nel suo caso il diritto alla ricerca storica). Tale richiesta è stata respinta come infondata, ma gli venne poi accordata la liberazione anticipata, dopo un anno.

## Critiche
La teoria degli antichi astronauti è considerata dalla comunità scientifica come errata.
In un articolo pubblicato nel 2004 sulla rivista Skeptic, intitolato Charioteers of the Gods ("I cocchieri degli dei" o "Carrettieri degli dei", parodia del testo di Däniken Chariots of the Gods), lo scrittore Jason Colavito sostiene che von Däniken, come Robert Charroux, avrebbe plagiato molti dei concetti presenti nel libro di esoterismo Il mattino dei maghi, specialmente per il libro Gli extraterrestri torneranno; sostiene inoltre che questo libro, a sua volta, è stato fortemente influenzato dalla fantascienza dei Miti di Cthulhu del romanziere H. P. Lovecraft e che il nucleo della stessa teoria degli antichi astronauti ha origine specialmente dai racconti Il richiamo di Cthulhu e Alle montagne della follia.
Colavito ha anche accusato di razzismo il libro Signs of the Gods del 1979 per i passi in cui ipotizza che gli antichi alieni avessero volutamente creato diverse razze umane.
L'archeologo Keith Fitzpatrick-Matthews ha citato alcuni passi del suddetto libro per criticare la concezione eurocentrica di Däniken:
Non mi interessa fare confronti all'interno delle razze maggiori, ma solo risolvere il problema di come sono nate le prime razze maggiori. (...)

Gli extraterrestri sono stati in grado di scegliere tra razze diverse sin dall'inizio? Hanno dotato diversi gruppi umani di diverse capacità di sopravvivere in diverse condizioni climatiche e geografiche? (...)

Oggi si presume che gli uomini primitivi avessero la pelle scura. (...)

La razza nera è stata un fallimento e gli extraterrestri hanno cambiato il codice genetico mediante l'ingegneria genetica e poi hanno programmato una razza bianca o gialla? (...)

Quasi tutti i negri sono portati per la musica: hanno il ritmo nel sangue. (...)

Capisco perfettamente che sto giocando con la dinamite se chiedo se gli extraterrestri hanno "assegnato" compiti specifici alle razze di base fin dall'inizio, cioè le hanno programmate con abilità speciali. (...)

Non sono un razzialista... Eppure la mia sete di conoscenza mi permette di ignorare il tabù sul porre domande razziali semplicemente perché è prematuro e pericoloso... perché siamo come siamo? Una volta accettata questa domanda fondamentale, non possiamo e non dobbiamo evitare il seguito esplosivo: esiste una razza prescelta? [dagli extraterrestri]»
(Erich von Däniken, Signs of the Gods)
La comunità cristiana creazionista è a sua volta assai critica su molte delle teorie degli antichi astronauti: lo scrittore creazionista della "giovane Terra" Clifford A. Wilson ha pubblicato nel 1972 Crash Go the Chariots, in cui ha tentato di screditare tutte le indicazioni fornite nel libro di von Däniken Gli extraterrestri torneranno..

## Autori simili
Diversi altri scrittori hanno teorizzato la presenza aliena nei testi sacri. Tra questi Mauro Biglino, Zecharia Sitchin, Mario Pincherle, Peter Kolosimo, Walter Raymond Drake, Barry Downing, Enrique Lopez Guerrero, Claude Vorilhon, Corrado Malanga, Biagio Russo, Maurizio Fedeli e Paolo Navone.

## Opere

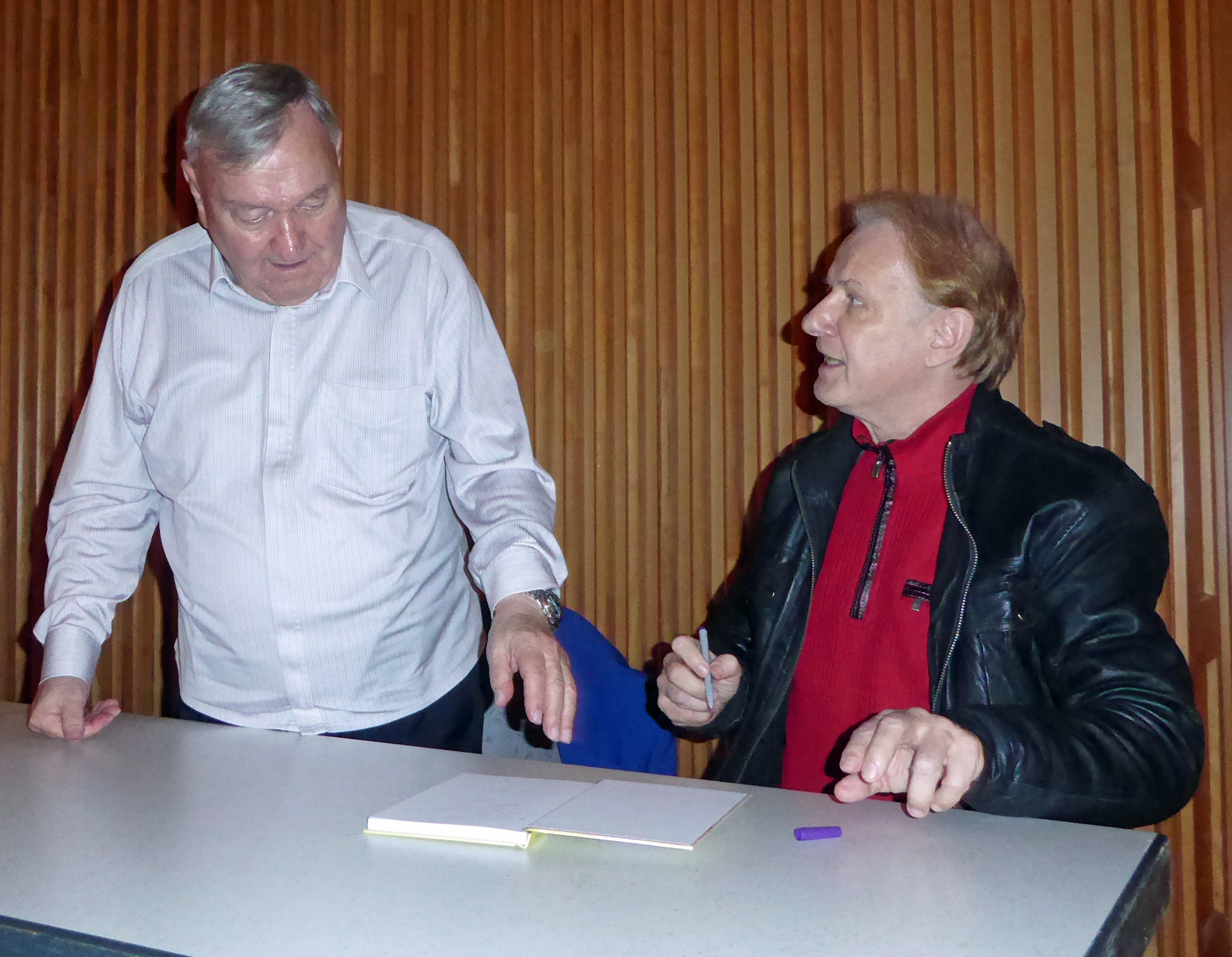
Von Däniken e Peter Lemar (2015)

### Edizioni tradotte in italiano
- Erich von Däniken, Gli extraterrestri torneranno, traduzione di Maria Attardo Magrini, Milano, Ferro Edizioni, 1969  [1968].
- Erich von Däniken, Noi extraterrestri, traduzione di Silvana Raffaelli Marini, Milano, Ferro Edizioni, 1970  [1969].
- Erich von Däniken, Il seme dell'universo, traduzione di Mariangela Breda e Giorgio P. Panini, 1ª ed., Milano, Ferro Edizioni, 1972  [1972].
- Erich von Däniken, Enigmi dal passato, traduzione di Ettore Zelioli, Milano, SugarCo Edizioni, 1975  [1973].
- Erich von Däniken, Messaggi dall'ignoto, traduzione di Emi Mori, 1ª ed., Milano, Longanesi & C., 1976  [1974].
- Erich von Däniken, Gli extraterrestri hanno inventato l'uomo?, traduzione di Lydia Magliano, Milano, Rizzoli, 1978  [1977].
- Erich von Däniken, 11 Agosto 3114 a.C., traduzione di Anna dal Collo e Adriano Caiani, Milano, SugarCo Edizioni, 1984  [1984].
- Erich von Däniken, Ricordi dal futuro, traduzione di Anna dal Collo, Milano, SugarCo Edizioni, 1986  [1985].
- Erich von Däniken, Sulle orme della regina di Saba, traduzione di Adriano Caiani, Milano, SugarCo Edizioni, 1988  [1987].
- Erich von Däniken, Il giorno del giudizio è già cominciato, traduzione di Lidia Perria, Milano, Corbaccio, 1998  [1995].
- Erich von Däniken, Gli occhi della sfinge, traduzione di Marco Jennarelli, Casale Monferrato, Edizioni Piemme, 2000  [1989].
- Erich von Däniken, L'impronta di Zeus, traduzione di Fabrizia Fossati, Casale Monferrato, Edizioni Piemme, 2001  [1999].
- Erich von Däniken, Cronache da un altro passato, traduzione di Fabrizia Fossati, Casale Monferrato, Edizioni Piemme, 2002  [1991].
- Erich von Däniken, Gli dei erano astronauti, traduzione di Fabrizia Fossati, Casale Monferrato, Edizioni Piemme, 2003  [2001].
- Erich von Däniken, I misteri dell'archeologia, traduzione di Loredana Battaglia e Maria Elena Benemerito, Roma, Newton Compton Editori, 2005  [1997].
- Erich von Däniken, Il crepuscolo degli Dei, traduzione di Silvia Nerini, Cesena, Macro Edizioni, 2012  [2009].
- Erich von Däniken, La storia si sbaglia, traduzione di Daniel Panizza, Cornaredo, Armenia, 2017  [2007].
- Erich von Däniken, Vestigia degli Dei, traduzione di Daniele Ballarini, Cornaredo, Armenia, 2019.
- Erich von Däniken, La guerra degli dei, traduzione di Eleonora Baron, Cornaredo, Armenia, 2021.
- Erich von Däniken e Mauro Biglino, Cieli in fiamme: Guerre, macchine e tecnologie nei testi antichi, Torino, Tuthi, 2025.

### Edizioni in lingua tedesca
- (DE) Erich von Däniken, Aussaat und Kosmos. Spuren und Pläne außerirdischer Intelligenzen, 1ª ed., Düsseldorf, Econ-Verlag, 1972.

## Filmografia
- Gli extraterrestri torneranno (Erinnerungen an die Zukunft), di Harald Reinl (1970); da Gli extraterrestri torneranno?

## Trasmissioni televisive
- Enigmi alieni (2010-in corso)